# اندرو دایس کلی
اندرو دایس کلی (انگلیسی: Andrew Dice Clay؛ زادهٔ ۲۹ سپتامبر ۱۹۵۷) هنرپیشه و کمدین اهل ایالات متحده آمریکا است.

## جوایز
برندهٔ جوایزی همچون جایزه تمشک طلایی بدترین بازیگر مرد شده‌است.

## گزیده فیلمشناسی
از فیلم‌ها یا برنامه‌های تلویزیونی که وی در آن نقش داشته‌است می‌توان به آثار زیر اشاره کرد.
- ستاره‌ای متولد شده‌است (فیلم ۲۰۱۸) (۲۰۱۸)
- واینل (۲۰۱۶)
- دارودسته (فیلم ۲۰۱۵) (۲۰۱۵)
- دارودسته (مجموعه تلویزیونی) (۲۰۱۱)
- فهرست سیاه (مجموعه تلویزیونی) (۲۰۱۳)
- یاسمن پژمرده (۲۰۱۳)
- داستان زندگی هوپ (۲۰۱۱)
- یک شب در مک‌کول (۲۰۰۱)
- دارما و گرگ (۱۹۹۸)
- راگرتز (۱۹۹۷)
- وظیفه هیئت منصفه (۱۹۹۵)
- سکس سرسری؟ (۱۹۸۸)
- زیبا در لباس صورتی (۱۹۸۶)
- استراحتگاه خصوصی (۱۹۸۵)